# Pluton
Plúton (tudi 134340 Pluton; simboli:  in ) je največji pritlikavi planet v Osončju in največji znani objekt v Kuiperjevem pasu, verjetno pa tudi največje čezneptunsko telo. Kljub temu je razmeroma majhen, s približno tretjino prostornine Zemljine Lune in šestino njene mase.
Od odkritja do leta 2006 je Pluton veljal za najbolj zunanji, deveti in zadnji planet od Sonca. Na srečanju Mednarodne astronomske zveze (IAU) v Pragi avgusta 2006 pa so sodelujoči sprejeli sklep, po katerem Pluton skupaj z nekaterimi podobnimi nebesnimi telesi sodi v ločeno družino.
O Plutonovem statusu planeta so razpravljali dalj časa, zlasti so se zagovorniki statusa planeta znašli v zadregi, ko so astronomi odkrili vesoljsko telo Erido. To telo je namreč večje od Plutona, kar pomeni, da bi morali status planeta dodeliti še več nedavno odkritim nebesnim telesom. Zaradi Plutonove majhnosti in tirnice z veliko izsrednostjo (nekaj časa tudi znotraj Neptunove), je bilo ves čas vprašljivo, ali naj ga dejansko označimo kot planet.
Pluton je 18. februarja 1930 odkril ameriški astronom Clyde William Tombaugh na Lowllovem obsevatoriju v Flagstaffu, Arizona. Znak zanj je kombinacija dveh prvih črk imena »P-L«, kar sta tudi začetnici Percivala Lowella (v Unicode: ♇). Poimenovali so ga po rimskem bogu Plutonu.

## Značilnosti
Masa Plutona znaša manj kot 0,24 % mase Zemlje, njegov premer pa 2372 km. Ima lune Harona (odkrit leta 1978), Hidro in Nikta, Stisk (odkrit 2011) in Kerbera (odkrit leta 2012). Hidra in Niks sta bila odkrita leta 2005, uradno priznana pa junija 2006.
Zaradi njegove oddaljenosti od Zemlje je njegova natančna zgradba zaenkrat še skrivnost, posredne meritve gostote pa so razkrile, da je sestavljen večinoma iz kamna in v manjši meri iz ledu.
14. julija 2015 je Nasina sonda New Horizons kot prvi izdelek človeških rok dosegla Pluton. Že med približevanjem so instrumenti na krovu posneli bistveno boljše slike pritlikavega planeta kot so bile na voljo do zdaj, in izboljšali oceno njegove velikosti. Pridobivanje vseh podatkov in njihova analiza bo po oceni trajala še nekaj let.